# Slalomová dráha Brandýs nad Labem
Slalomová dráha v Brandýse nad Labem, je více účelové sportovní zařízení využívané pro slalom na divoké vodě a surfing. Vybudována byla na odtokovém kanálu Podzámeckého mlýna. Dráha je přístupná veřejnosti.

## Technické informace
Dráha je středně těžká[zdroj?] a na 250 metrů délky má 3 metry převýšení, což spojeno s tím že kanál je relativně úzký dosahuje toho, že i přes relativné nízké převýšení je proud rychlý a překážky na kanále tvoří vlny a válce. Trať má rovný tvar a podél ní vede kanál pro návrat na start. Překážky v kanále jsou tvořeny hlavně železem vystuženými dřevěnými vraty a betonovými prahy. Surfovací vlna, která se nachází hned na začátku slalomové tratě, je vhodné místo pro začátečníky v river surfingu.

## Historie
Kanoistika v Brandýse nad Labem má velice staré kořeny a to až ze sedmdesátých let 20. století, kdy vznikl oddíl kánoistiky TJ Houštka Stará Boleslav. Ten se především soustředil na výchovu mládeže. V roce 1973 se v Brandýse usadil klub Dukla Bechyně (později Dukla Brandýs), tehdy největší klub v Česku. Díky tomu byla postavena slalomová dráha, a v roce 1980 otevřena.
Pravidelně se zde pořádá mistrovství České republiky žáků.

## Galerie

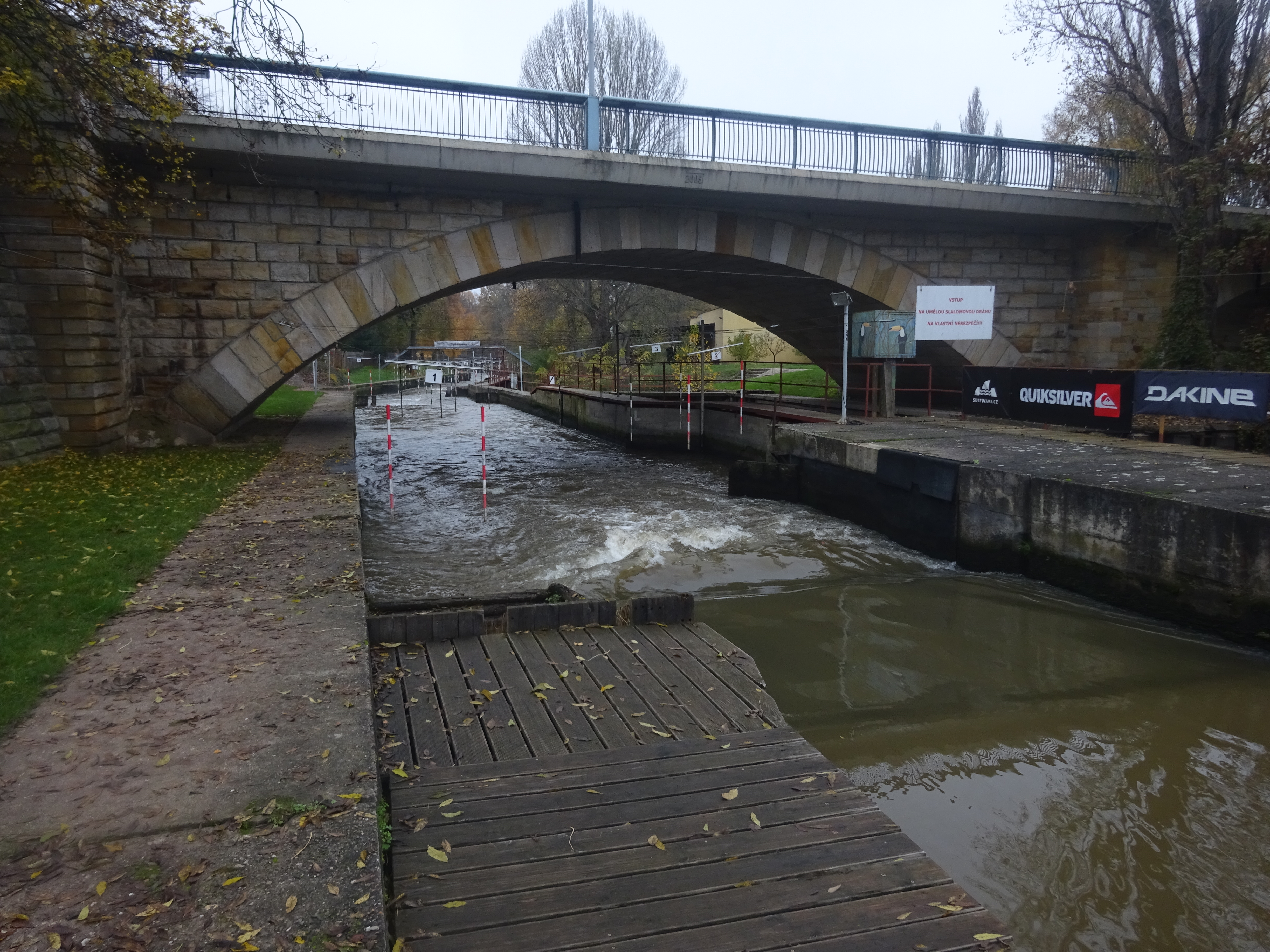
Surfovací vlna na začátku tratě
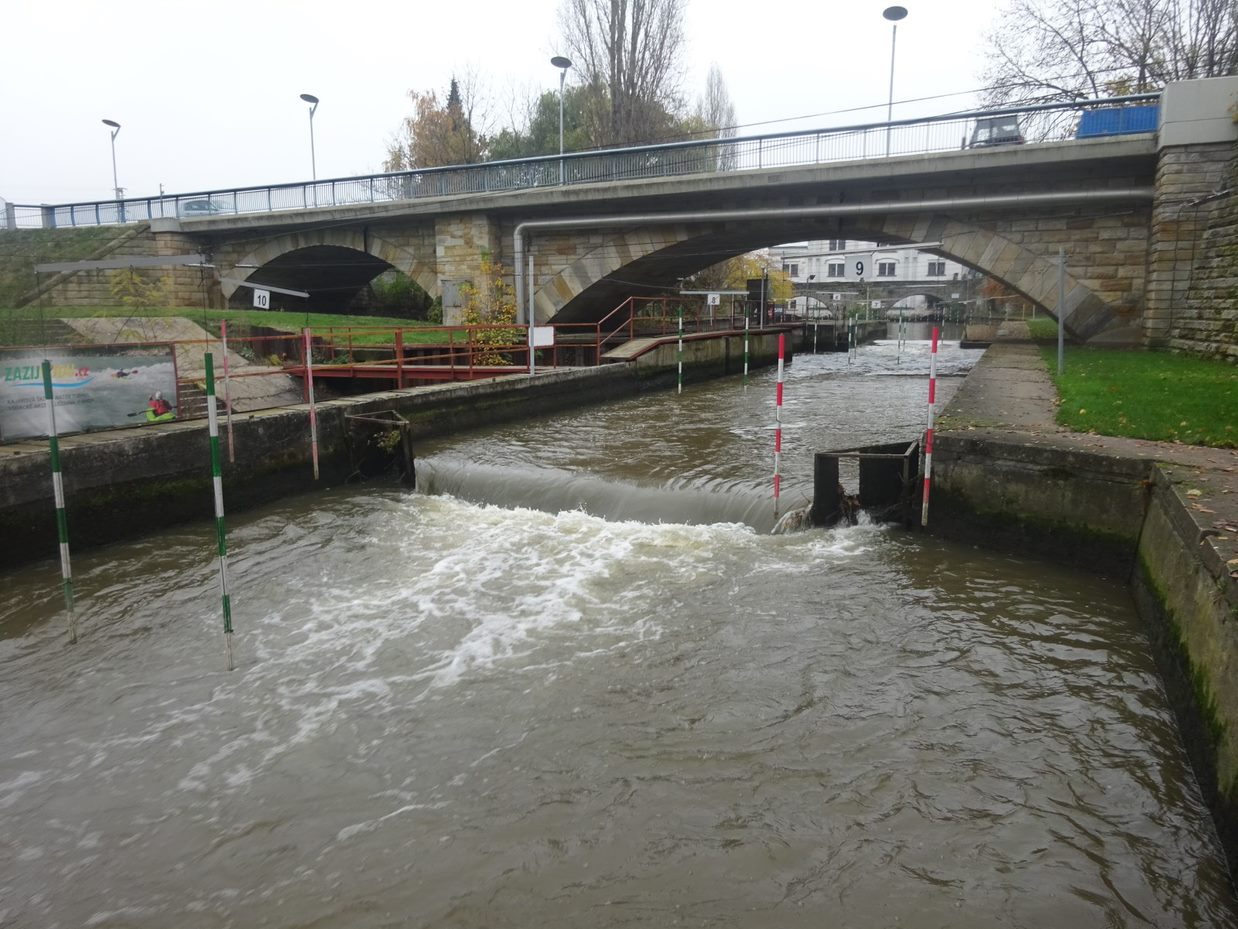
první těžší pasáž
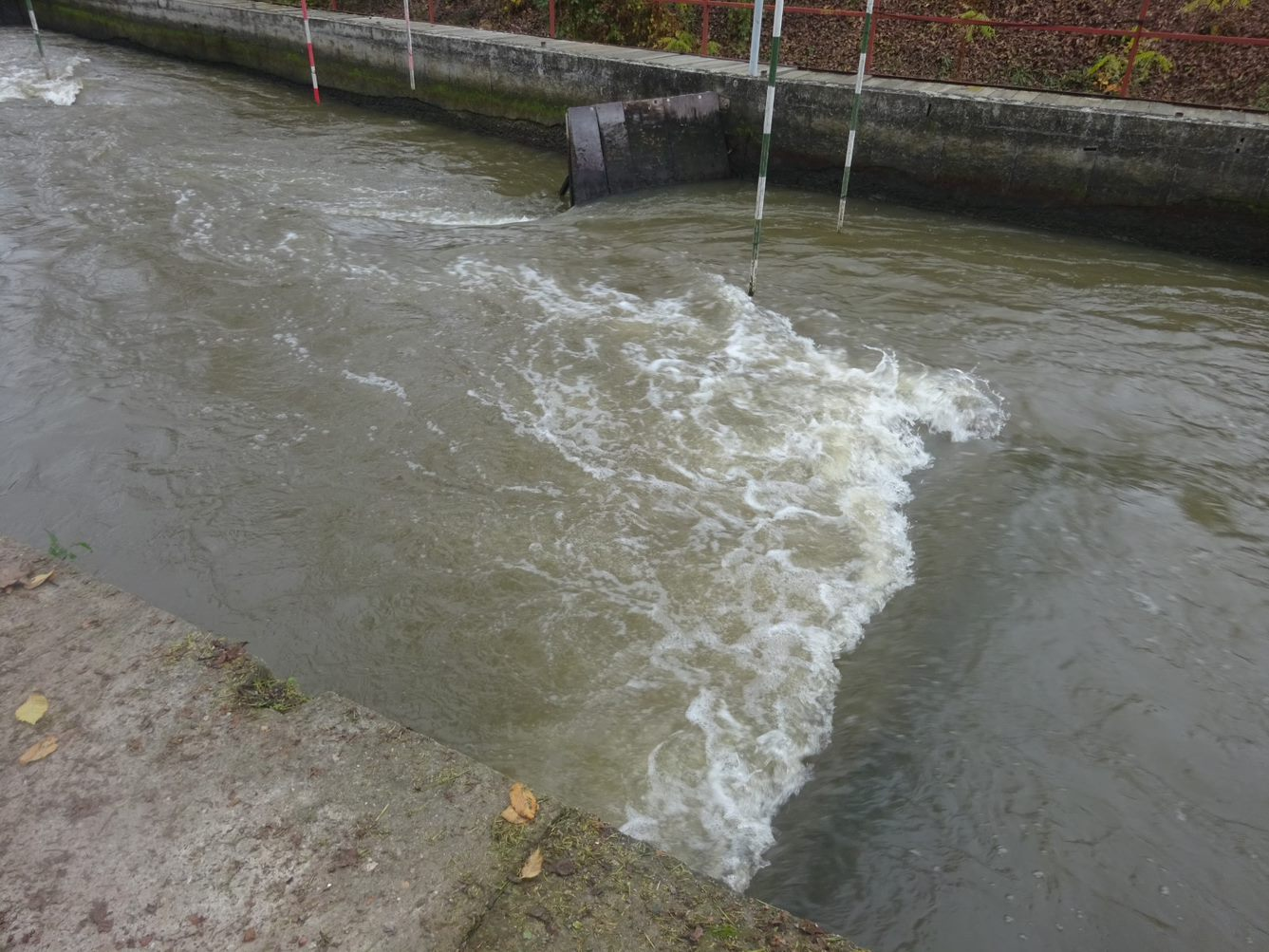
malé válec pod první těžkou pasáží
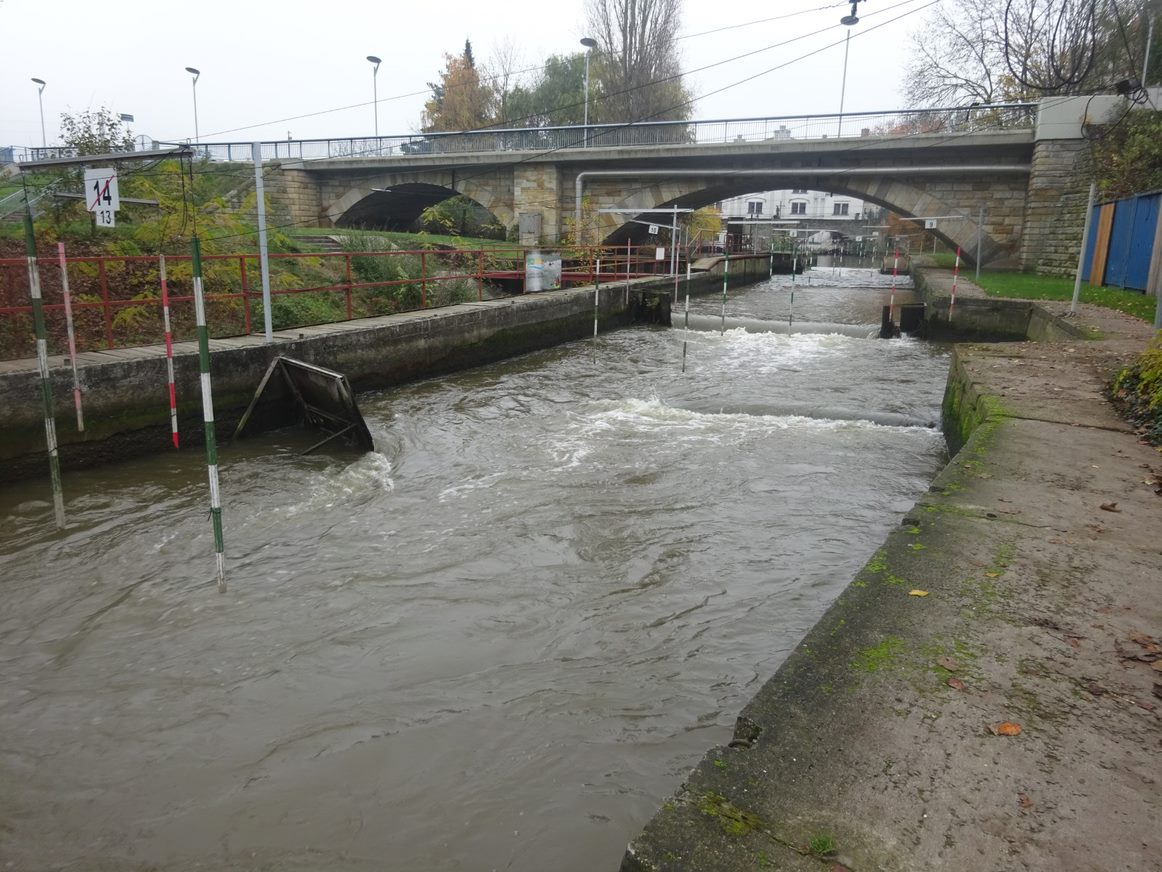
klidná část tratě
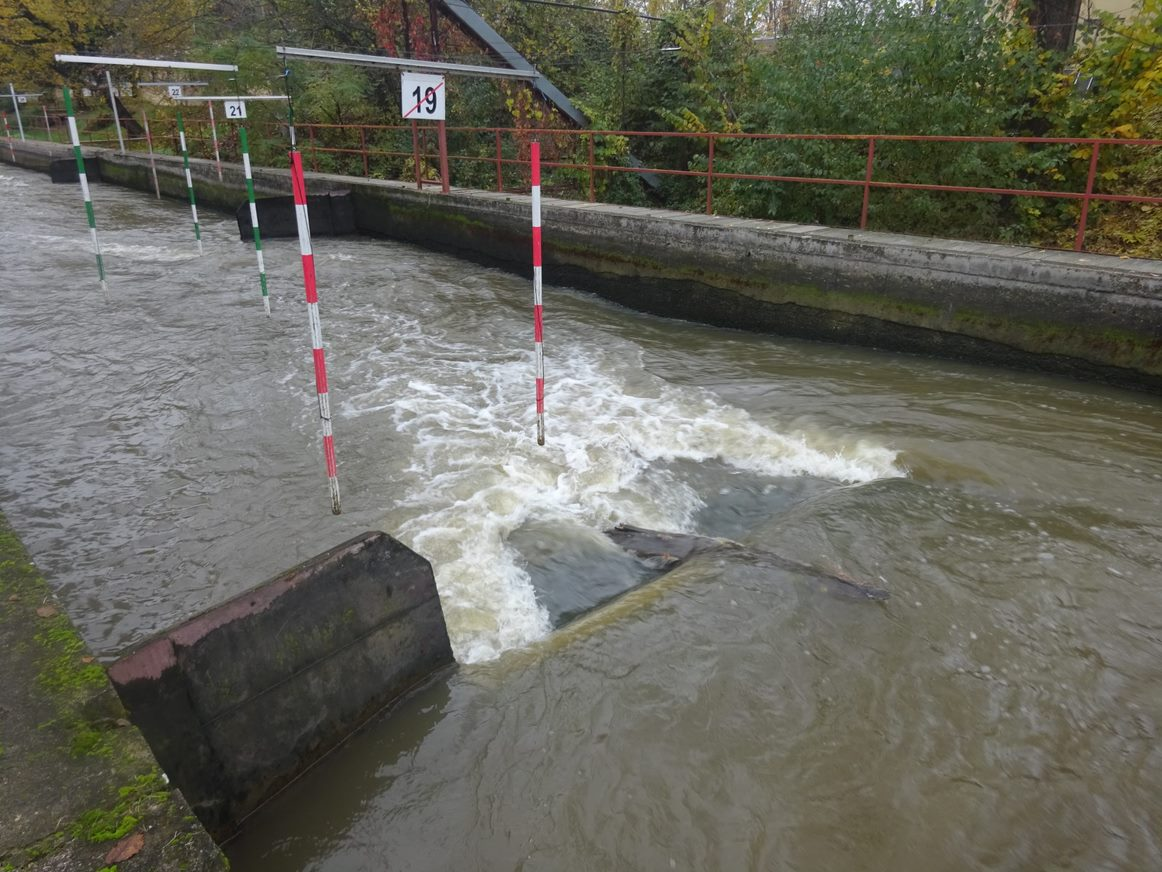
Velký vracák
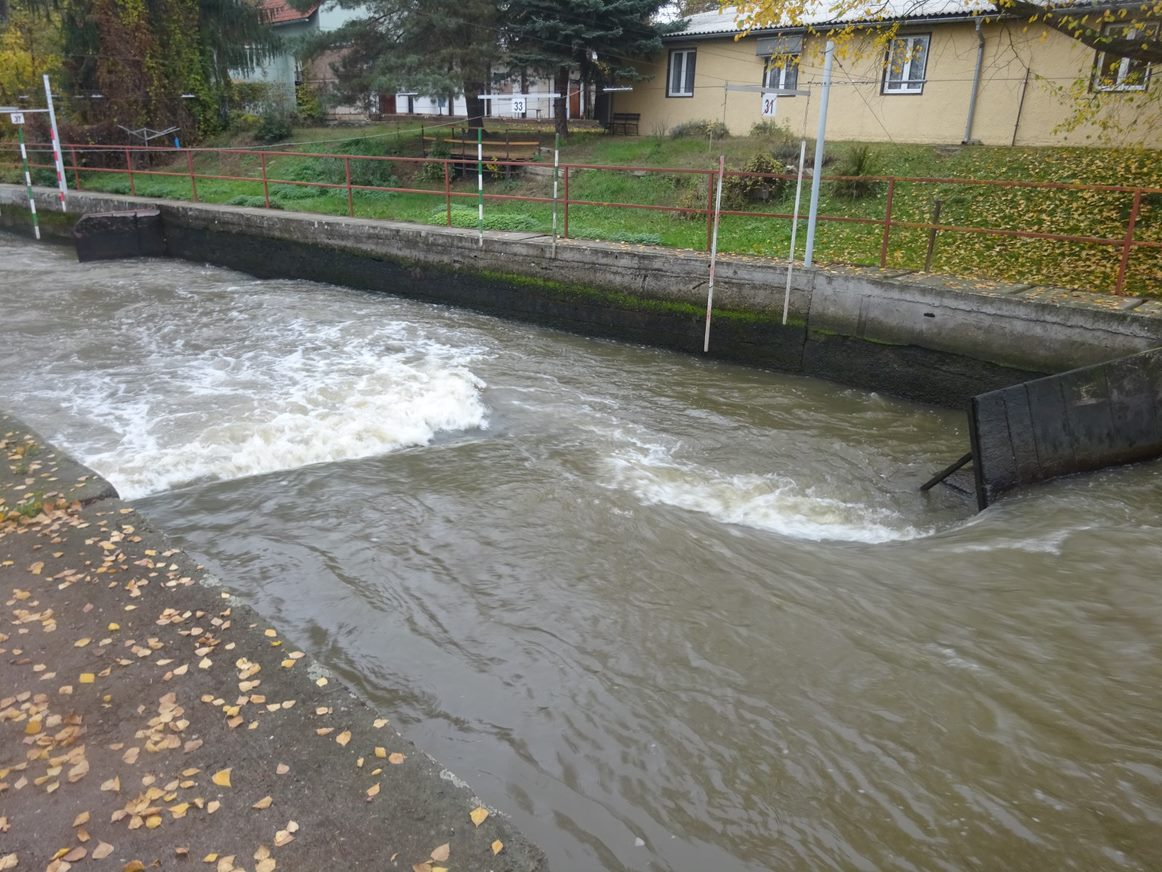
Druhá těžká pasáž
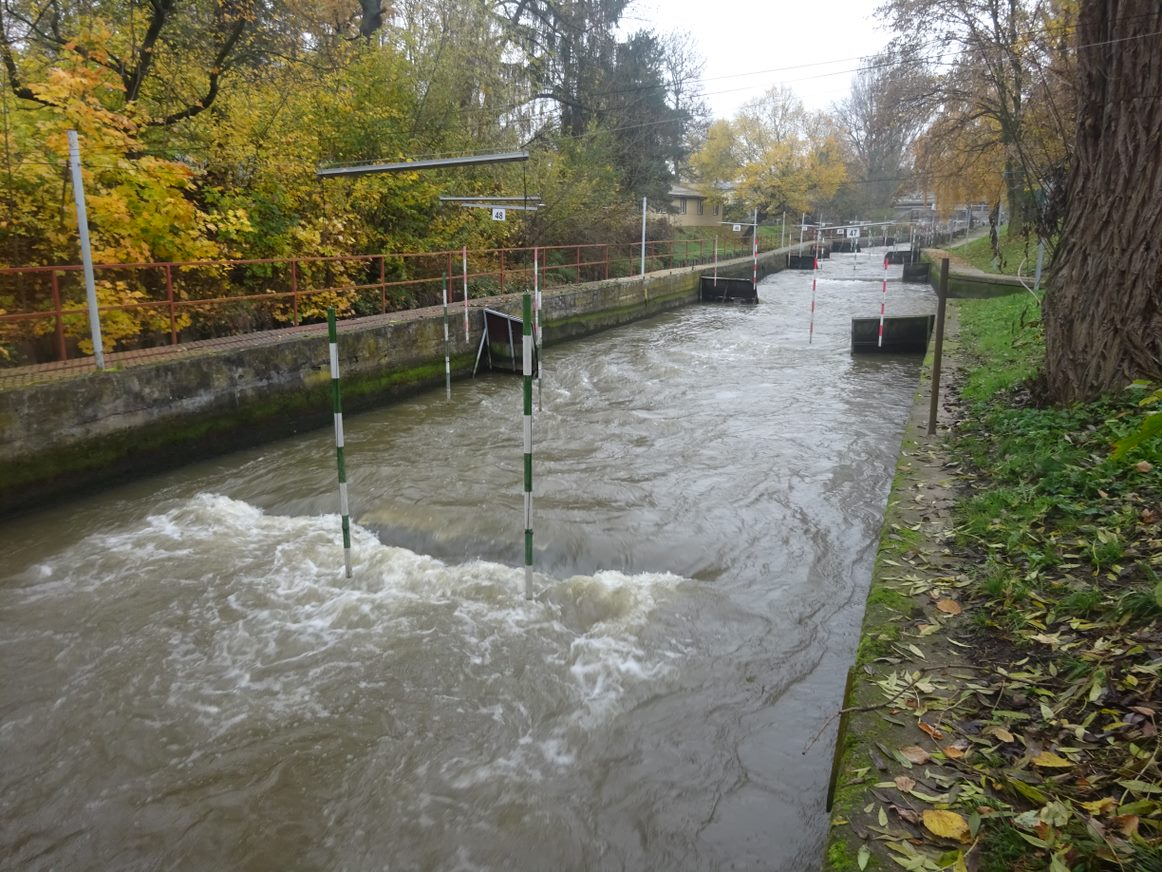
Vlna na konci tratě